# Bistrica ob Sotli
Bistrica ob Sotli (Allemand: Sankt Peter bei Königsberg) est une commune située dans la région de la Basse-Styrie en Slovénie.

## Villages
Bistrica ob Sotli, Dekmanca, Črešnjevec ob Bistrici, Hrastje ob Bistrici, Križan Vrh, Kunšperk, Ples, Polje pri Bistrici, Srebrnik, Trebče, Zagaj.

## Géographie
Bistrica ob Sotli est située à proximité de la frontière avec la Croatie et la ville de Zagreb n'est qu'à environ 30 km au sud-est. La commune est traversée par la rivière Sotla qui fait partie du bassin du Danube. Le territoire de la commune est totalement intégré dans le parc naturel du Kozjansko. Le reste du parc s'étend également sur les communes voisines de Brežice, Kozje, Krško et Podčetrtek. La zone vallonnée (altitude de 150 à 860 mètres) fait la frontière entre les Alpes dinariques et la plaine de Pannonie,,.

## Démographie
Entre 1999 et 2021, la population de la commune est restée relativement stable avec une population d'environ 1 500 habitants.
Évolution démographique,
| 1999  | 2000  | 2001  | 2002  | 2003  | 2004  | 2005  | 2006  | 2007  |
| ----- | ----- | ----- | ----- | ----- | ----- | ----- | ----- | ----- |
| 1 471 | 1 451 | 1 464 | 1 480 | 1 477 | 1 457 | 1 447 | 1 448 | 1 436 |
| 2008  | 2009  | 2010  | 2011  | 2012  | 2013  | 2014  | 2015  | 2016  |
| 1 454 | 1 408 | 1 418 | 1 436 | 1 421 | 1 404 | 1 390 | 1 382 | 1 365 |
| 2017  | 2018  | 2019  | 2020  | 2021  |       |       |       |       |
| 1 353 | 1 346 | 1 327 | 1 336 | 1 356 |       |       |       |       |